# 류금철
류금철은 대전광역시 출신의 만화가이다. 대표작으로는 《아레스》, 《네피림》, 《무령왕》이 있다. 만화평론가 이승남이 2004년에 쓴 《아레스》 평론에 따르면, 류금철은 짧은 만화 경력과는 달리 성숙한 스타일과 표현력을 보여주었다고 평가했다.